# دانا پوینت (کالیفرنیا)
دانا پوینت (به انگلیسی: Dana Point) شهری در شهرستان اورنج، کالیفرنیا ایالت کالیفرنیا است که در سرشماری سال ۲۰۱۰ میلادی، ۳۳۳۵۱ نفر جمعیت داشته‌است. 